# Waiting for Tonight
«Waiting for Tonight» (с англ. — «В ожидании сегодняшней ночи») — песня, написанная Марией Кристенсен, Майклом Гарвином и Филом Темплом. Изначально композиция предназначалась для американской девичьей группы 3rd Party и вошла в их дебютный альбом Alive (1997). Спустя два года после распада группы, американская актриса и певица Дженнифер Лопес записала собственную версию песни, которая вошла в её дебютный студийный альбом On the 6 (1999). Рик Уэйк и Ричи Джонс спродюсировали данс-поп-версию песни Лопес, которая сильно отличается от немецкой европоп-версии группы 3rd Party. Испаноязычная версия песни под названием «Una Noche Más» была переведена с английского Мэнни Бенито и также вошла в дебютный альбом Лопес. Композиция была выпущена 1 ноября 1999 года на лейбле Work Group как третий сингл с On the 6.
Композиция получила одобрительные отзывы от музыкальных критиков, которые посчитали, что именно эта песня сделала её одной из главный исполнительниц современной данс-поп-музыки. Entertainment Weekly и Chicago Tribune назвали её лучшей в карьере Лопес. Она также служила праздничным гимном в предвкушении нового тысячелетия. Сингл стал коммерчески успешным, попав на вершину чартов Австралии, Финляндии, Франции, Италии, Нидерландов, Новой Зеландии, Испании, Великобритании и США. «Waiting for Tonight» стала первой песней Лопес, которая попала в топ-10 чарта Billboard Hot Dance Club Songs. С этой композицией Лопес в 2000 году была номинирована на 42-ю премию «Грэмми» в категории «Лучшая танцевальная запись».
Одноимённый видеоклип был снят Фрэнсисом Лоуренсом. В нём представлена тематическая вечеринка в стиле Y2K. Клип обрёл широкую популярность, получив тяжёлую ротацию на канале MTV, и так как в нём делался акцент на привлекательности Лопес, привело к вниманию различных СМИ. Клип был номинирован на различные премии, в том числе и на MTV Video Music Awards 2000, где он выиграл в номинации «Лучшее танцевальное видео». Критики отмечали, что такие исполнители как Адам Ламберт, Рианна, Селена Гомес и некоторые другие, снимали свои видеоклипы по мотивам «Waiting for Tonight». Лопес исполняла композицию в таких телевизионных передачах как Dick Clark’s New Year’s Rockin' Eve и на различных церемониях награждения, включая одиннадцатую премию Billboard Music Awards, и на двух выступлениях её концертных туров, в частности на Dance Again World Tour.

## Композиция
Авторы песни — Мария Кристенсен, Майкл Гарвин и Фил Темпл. Изначально, композиция предназначалась для американской девичьей группы 3rd Party и вошла в их дебютный альбом Alive (1997). Свою собственную версию песни Лопес записала спустя два года после распада группы. Композиция вошла в её дебютный альбом On the 6 (1999). Эту песню показал Лопес и её продюсеру Кори Руни Рик Уэйк. Ранняя демоверсия песни не понравилась Лопес, и она не хотела её записывать. Однако, Кори Руни чувствовал, что у песни есть хитовый потенциал. Он умолял Уэйка вернуться к этой песне и поработать над ней. Уэйк сообщил Руни, что переделка песни будет стоить слишком дорого, и Руни вскоре заплатил 50 000 долларов. Новая версия песни понравилась Лопес, и она тотчас же захотела её записать.
Рик Уэйк спродюсировал данс-поп-версию песни Лопес, которая по словам Майкла Гарвина, сильно отличается от «немецкой» европоп-версии, записанной группой 3rd Party. Ричи Джонс также выступил продюсером песни и вместе с Риком Уэйком занимался её аранжировкой. Сведение и аранжировка композиции были сделаны Джонсом и Дейвом «Young» Шойером. Партии бэк-вокала исполнили Мария Кристенсен, Джейн Барретт, Маргарет Дорн. Эрик Куппер сыграл на клавишных инструментах, а Ричи Джонс — на ударных. За инжиниринг композиции отвечали Шойер, Франклин Гранд и Томас Р. вместе с их ассистентами Хуаном Бохоркусом и Роббом Уильямсом. Ответственным за координацию продюсирования был Дэвид Барретт. Запись песни проходила на различных студиях в Нью-Йорке, в том числе на Cove City Sound Studios, The Dream Factory, Hit Factory, и на Sony Music Studios. Позже трек был смикширован Дэвидом Хетзэлом на Cove City Sound Studios.
«Waiting for Tonight» — песня в стиле данс-поп в среднем темпе, длительностью четыре минуты и шесть секунд (4:06). Согласно сайту Musicnotes.com, песня записана в минорной тональности си-бемоль. Идёт следующая последовательность аккордов: си-бемоль, ля-бемоль, фа-бемоль. В композиции используются гитара и фортепиано. Песня записана в среднем темпе в 125 ударов в минуту. В композиции содержатся элементы сальсы, что придаёт ей оттенок «тропической» и латинской музыки. По мнению Аарона Бейрела из DVD Talk, «Waiting for Tonight» поражает своим «богатым содержанием». На канале BET назвали песню «клубным фейерверком». Текст песни очень чувственный, так как в песне Лопес сравнивает свою интимную жизнь со сценами в кино.

## Отзывы критиков и влияние
Музыкальные критики благодушно встретили выход сингла. Так обозреватели британского еженедельника Music Week обратили внимание на ускорившийся темп в сравнении с предыдущей работой певицы «If You Had My Love», и хотя песня не обладала таким же ритм-н-блюзовым шармом, её усиленная раскрутка на радио указывала на то, что эта запись однозначно станет очередным хитом Лопес.
Согласно Entertainment Weekly, Chicago Tribune, Slant, Idorator и другим изданиям, «Waiting for Tonight» — лучшая песня в карьере Лопес. На MTV песню назвали «классикой Лопес». Песня использовалась как праздничный гимн, в предвкушении нового тысячелетия. В журнале People назвали песню «клубным гимном смены тысячелетия». Лоурен Зупкас из The Huffington Post описал композицию как «мощный танцевальный хит», что «позволило ей стать великолепным праздничным гимном и рассеять все беспокойства относительно проблем 2000 года». Рецензент Los Angeles Times Джерайк Д. Кеннеди высказал мнение, что «нельзя не согласится с тем, что „Waiting for Tonight“ звучала отовсюду, когда мы отмечали начало нового тысячелетия». В PopSugar отметили, что «практический ни один Новый год в 1999 году не обошёл без этой праздничной композиции». По мнению Ди Локетт из Chicago Tribune именно эта песня смогла доказать, что «Лопес — главная данс-поп-исполнительница в наше время». Эндрю Бейкер из журнала Variety назвал песню самым сильным клубным хитом Лопес, высказав, что «казалось, появление этого трека способствовало возникновению евроцентрического-данс-попа на смену EDM к началу десятилетия».

## Коммерческий успех
31 октября 1999 года песня дебютировала под номером 35 в чарте Australian Singles Chart. На одиннадцатой неделе она добралась до четвёртой строчки. В целом, композиция провела шесть недель в топ-10 чарта. В Австралии продажи сингла составили 70,000 копий, и он получил платиновый статус от Австралийской ассоциации звукозаписывающих компаний (ARIA). В Бельгии песня добралась до четвёртого место в Валлонии и пятнадцатого во Фландрии. Дебютировав под номером 42 в чарте Новой Зеландии на неделе, закончившейся 31 октября 1999 года, спустя месяц песня добралась до пятого места в чарте. Позже «Waiting for Tonight» получила золотой статус от Новозеландской ассоциации звукозаписывающих компаний за продажи в размере 7,500 копий. В чарте Финляндии песня провела три недели, добравшись до восьмого места. Сингл также добрался до девятой позиции в чарте Канады и до десятого в чарте Франции. Его продажи во Франции составили 50,000 копий, за что он получил серебряный статус.

## Список композиций
UK CD single
- «Waiting for Tonight» — 4:06
- «Waiting for Tonight» (Hex’s Momentous Radio Mix) — 3:52
- «Waiting for Tonight» (Futureshock Midnight at Mambo Remix) — 4:06

UK Cassette Single
- «Waiting for Tonight» — 4:06
- «Waiting for Tonight» (Metro Mix) — 5:53

Australian Maxi single
- «Waiting for Tonight» (Hex’s Momentous Club Mix) — 11:15
- «Waiting for Tonight» (Hex Hector Dub) — 6:31
- «Waiting for Tonight» (Metro Club Mix) — 5:54
- «Waiting for Tonight» (Pablo Flores Miami Mix — English) — 10:01
- «Waiting for Tonight» (Hex’s Momentous Video Remix) — 4:34

## Чарты
| Чарт (1999—2000)                    | Место |
| ----------------------------------- | ----- |
| Австралия (ARIA)                    | 4     |
| Австрия (Ö3 Austria Top 40)         | 24    |
| Бельгия/Фландрия (Ultratop 50)      | 15    |
| Бельгия/Валлония (Ultratop 50)      | 4     |
| Канада (Billboard Canadian Hot 100) | 9     |
| Финляндия (Suomen virallinen lista) | 8     |
| Франция (SNEP)                      | 10    |
| Германия (GfK)                      | 15    |
| Ireland (IRMA)                      | 13    |
| Нидерланды (Dutch Top 40)           | 5     |
| Новая Зеландия (Recorded Music NZ)  | 5     |
| Норвегия (VG-lista)                 | 11    |
| Испания (PROMUSICAE)                | 2     |
| Швеция (Sverigetopplistan)          | 16    |
| Швейцария (Schweizer Hitparade)     | 14    |
| Великобритания (OCC UK Singles)     | 5     |
| США (Billboard Hot 100)             | 8     |
| США (Billboard Pop Airplay)         | 3     |
| США (Billboard Dance Club Songs)    | 1     |